# 桐かおる
桐 かおる（きり かおる、1935年〈昭和10年〉 - 1998年〈平成10年〉2月7日）は、日本のストリッパー。福岡県宗像郡出身。本名、瀧口 永子（たきぐち えいこ）。レズビアン・ストリップで知られた。ストリップのプロモーター瀧口義弘は実弟である。

## 来歴
70年代当時、一条さゆりと人気を二分した。1970年ごろからレズビアン・ストリップを開始し、1974年（昭和49年）には日活ロマンポルノ『実録桐かおる　日本一のレズビアン』に出演した。翌75年にも続編『レズビアンの女王　続桐かおる』に主演している。

## フィルモグラフィ
- 『実録桐かおる　日本一のレズビアン』(1974)
- 『レズビアンの女王　続桐かおる』(1975)